# Monplaisant
Monplaisant é uma comuna francesa na região administrativa da Nova Aquitânia, no departamento Dordonha. Estende-se por uma área de 5,54 km². Em 2010 a comuna tinha 303 habitantes (densidade: 54,7 hab./km²).